# Ilmenau
Ilmenau (pronunciación en alemán: /ˈɪlmənaʊ̯/ⓘ) es una ciudad de Alemania central en el distrito de Ilm, en el Land (estado o país federado) de Turingia. Tiene 62,64 km² y tuvo una población de 26 153 habitantes en 2015.
Es la ciudad más grande del distrito de Ilm, pero no es su capital (que es Arnstadt), con 26 713 habitantes. Se encuentra aproximadamente a 33 km al sur de Erfurt y a 135 km al norte de Núremberg, dentro del valle de Ilm en el borde norte del Bosque de Turingia a una altitud de 500 m s. n. m.
La institución más importantes en Ilmenau es la segunda universidad más grande de Turingia, la Universidad Tecnológica de Ilmenau con cerca de 7000 estudiantes, y un especial interés en matemáticas, física, informática, carreras de ingeniería y estudios en multimedia. Fue fundada en 1894 y se convirtió en universidad en 1992. Con la llegada de importantes institutos de investigación que trabajan junto a la universidad, Ilmenau se establece después de los años 1990 como un importante hub en investigación tecnológica.
Ilmenau ha sido un pueblo pequeño durante siglos, con una economía basada en minería de plata y cobre hasta que se agotaron los recursos. Ilmenau fue el sitio preferido de descanso de Johann Wolfgang von Goethe, por el hermoso paisaje que se divisa desde el pueblo. En 1938 el spa, condujo a la llegada del turismo, que sigue siendo un importante sustento económico a día de hoy. La era industrial llegó a Ilmenau mucho después de la conexión al servicio de tren en 1879, pero fue de rápido crecimiento en el siguiente siglo con la fabricación de vidrio y porcelana como principal eje de negocios.
Mientras las fábricas de porcelana fueron cerradas (al igual que en Europa Occidental) durante los 90, la industria del vidrio permaneció y empezó a producir equipos para laboratorio e instrumentos de medición siendo, actualmente, una rama líder, junto a la mecánica y a la ingeniería de software. 
Además, Ilmenau y la región circundante es un centro para la práctica de deportes de invierno con muchos campeones olímpicos en distintas disciplinas.

## Historia
Ilmenau fue fundada en 1273 y se le otorgaron los derechos de ciudad en 1341.
En Ilmenau se fundó en 1777 una fábrica de porcelana, y en 1894 una universidad.

## Economía
Turingia, al igual que la mayor parte de las ex RDA, ha vivido una dispar progresión económica y la situación ha mejorado globalmente. Sin embargo, Ilmenau ostenta uno de los niveles de riqueza más bajos del país a pesar de las constantes subvenciones del gobierno federal y de la Unión Europea (UE).

## Cultura, monumentos y paisaje urbano

### Museos
- El Goethe-Stadt-Museum dentro de la Amtshaus at Marktplatz además de mostrar características importantes de la región expone la conexión de Johann Wolfgang von Goethe con el pueblo.
- El Jagdhaus Gabelbach en el bosque sur del municipio, es un antiguo refugio de caza construido en 1783, exhibe la cultura de caza durante el XVIII.
- El Fischerhütte en la calle Langewiesener es una antigua fábrica de vidrio, que muestra un taller para la fabricación de cristalería, y en algunas ocasiones realiza exhibiciones temporales de óptica y luz.

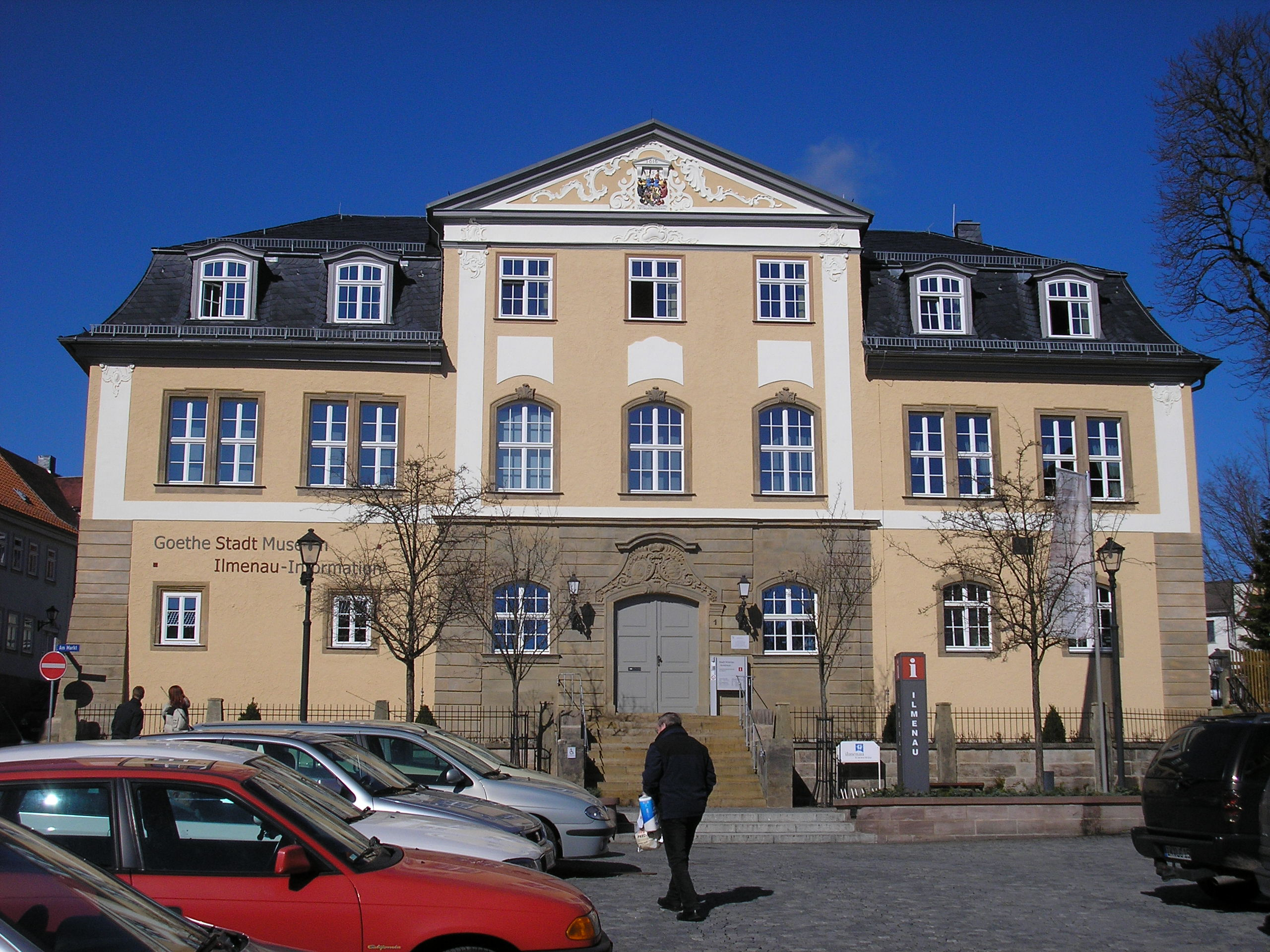
Goethe-Stadt-Museum
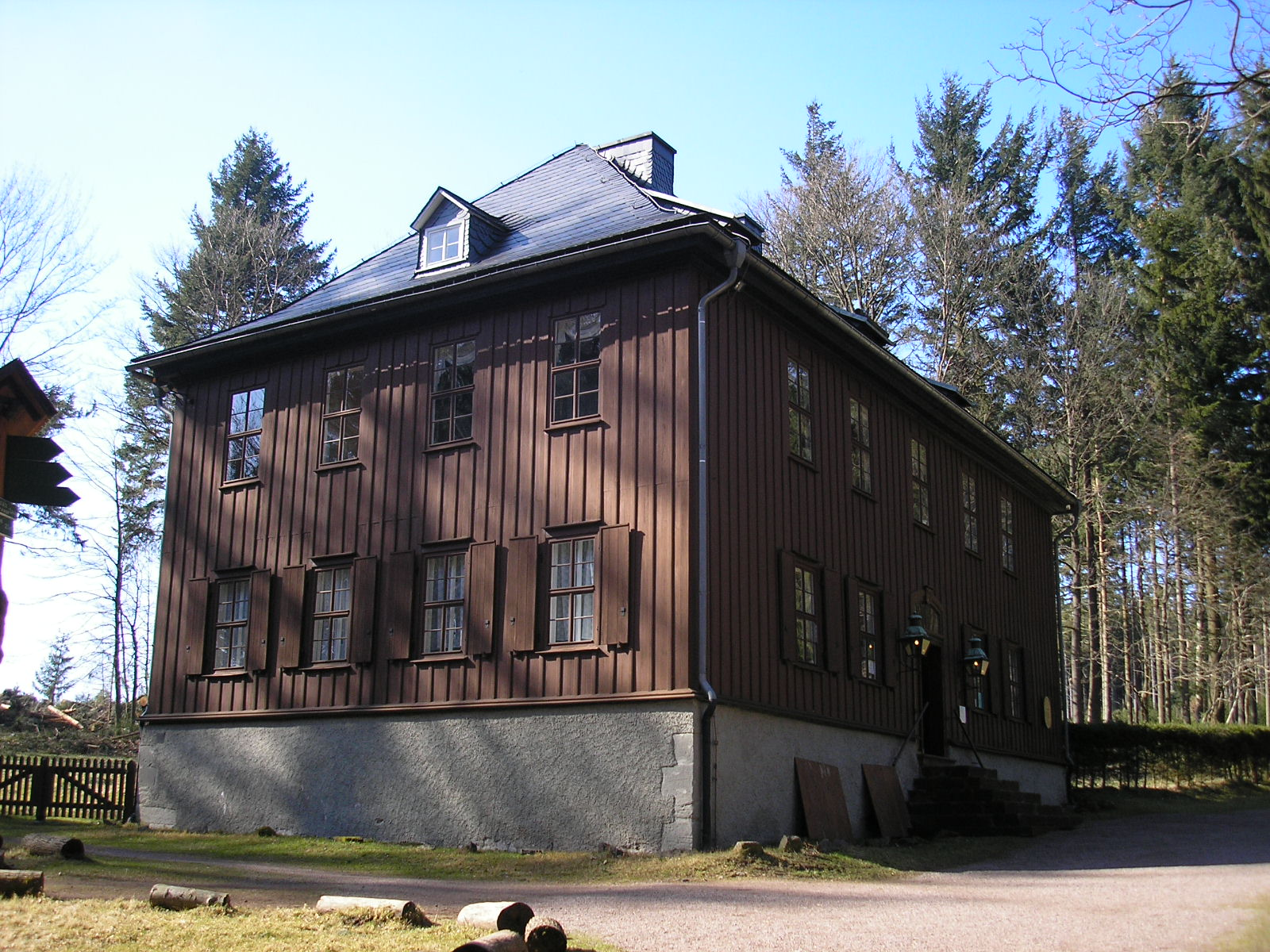
Jagdhaus Gabelbach
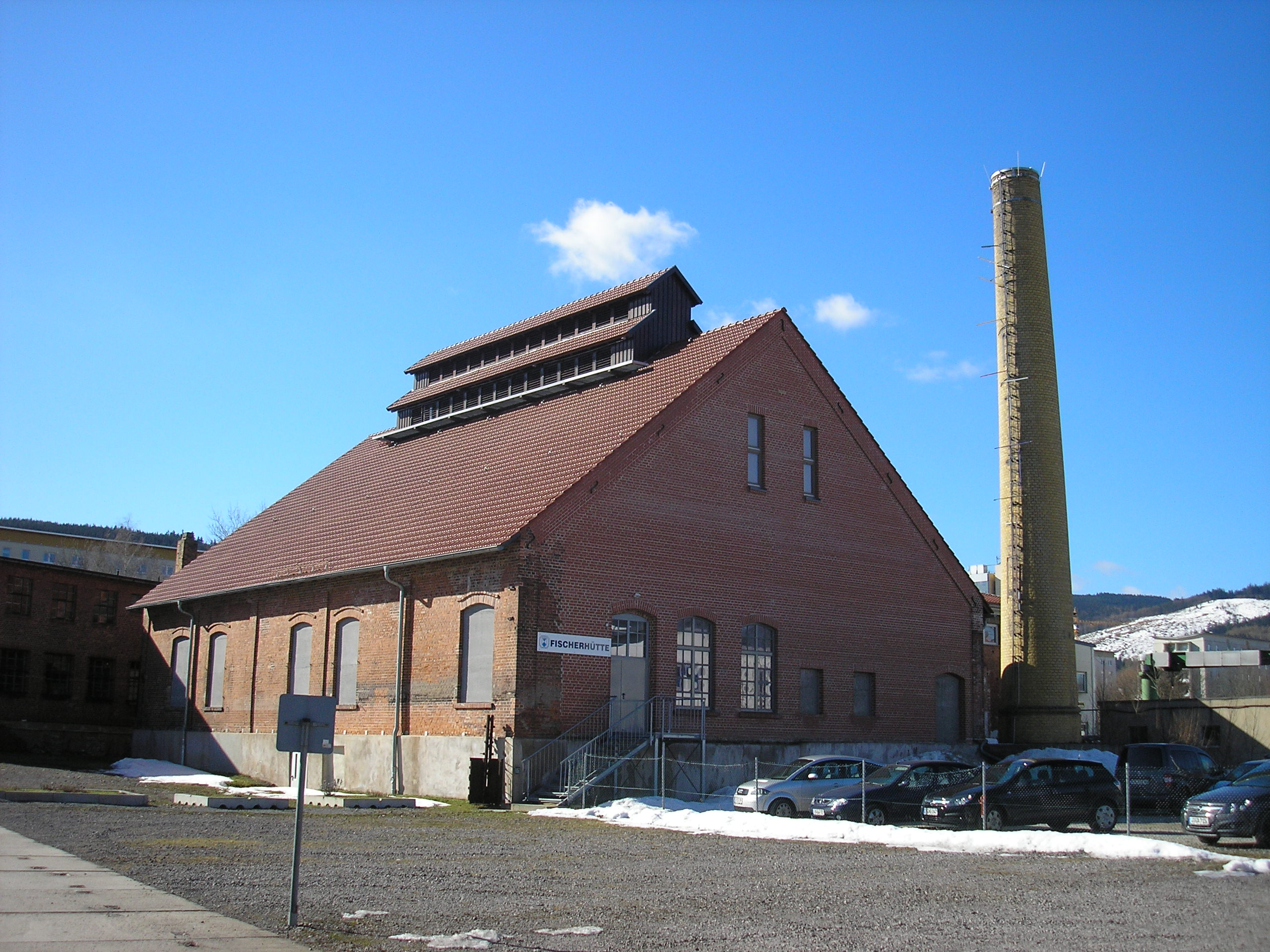
Fischerhütte

### Paisaje urbano

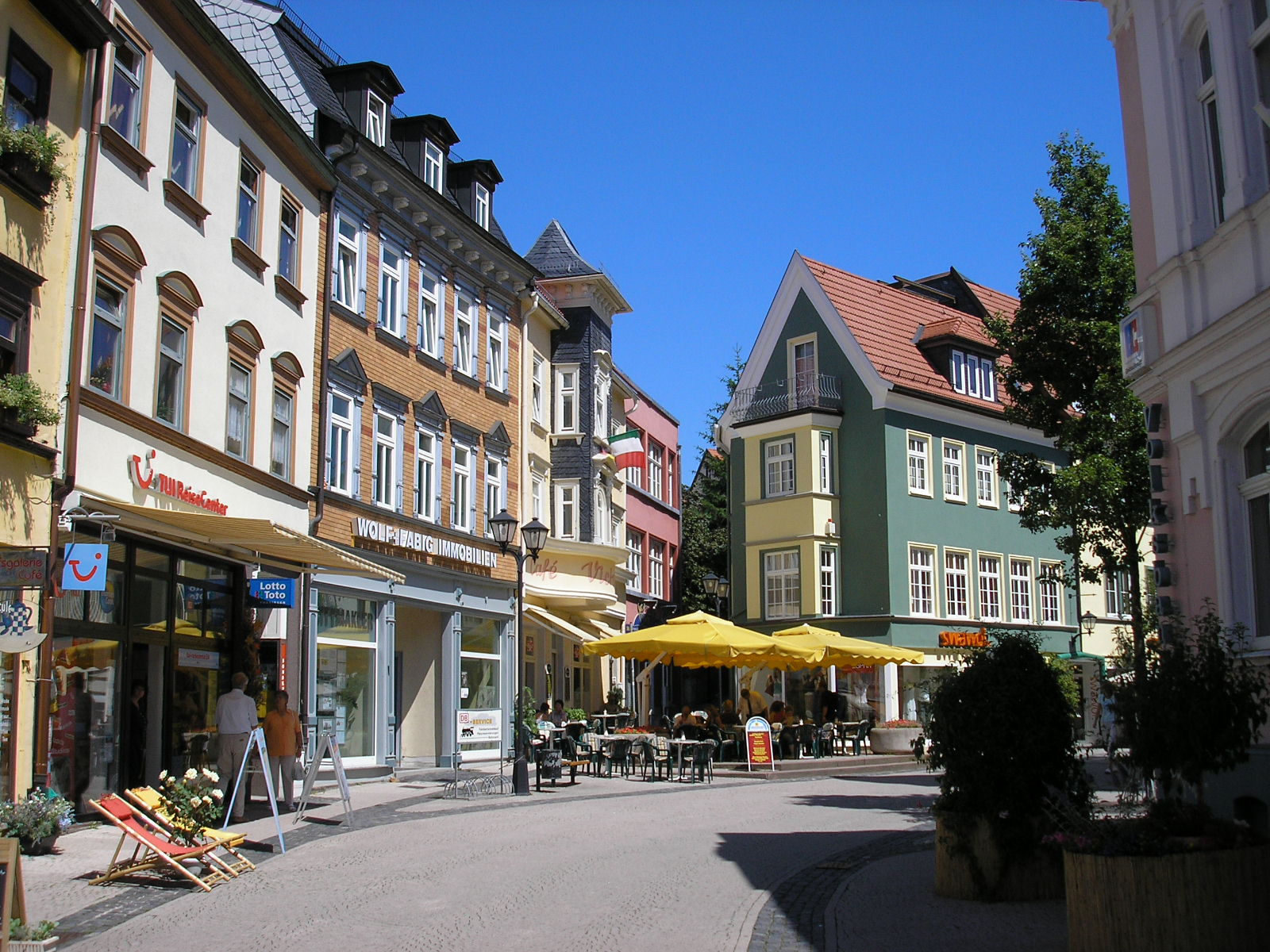
Área peatonal en el centro ("Straße des Friedens" Calle de la Paz)
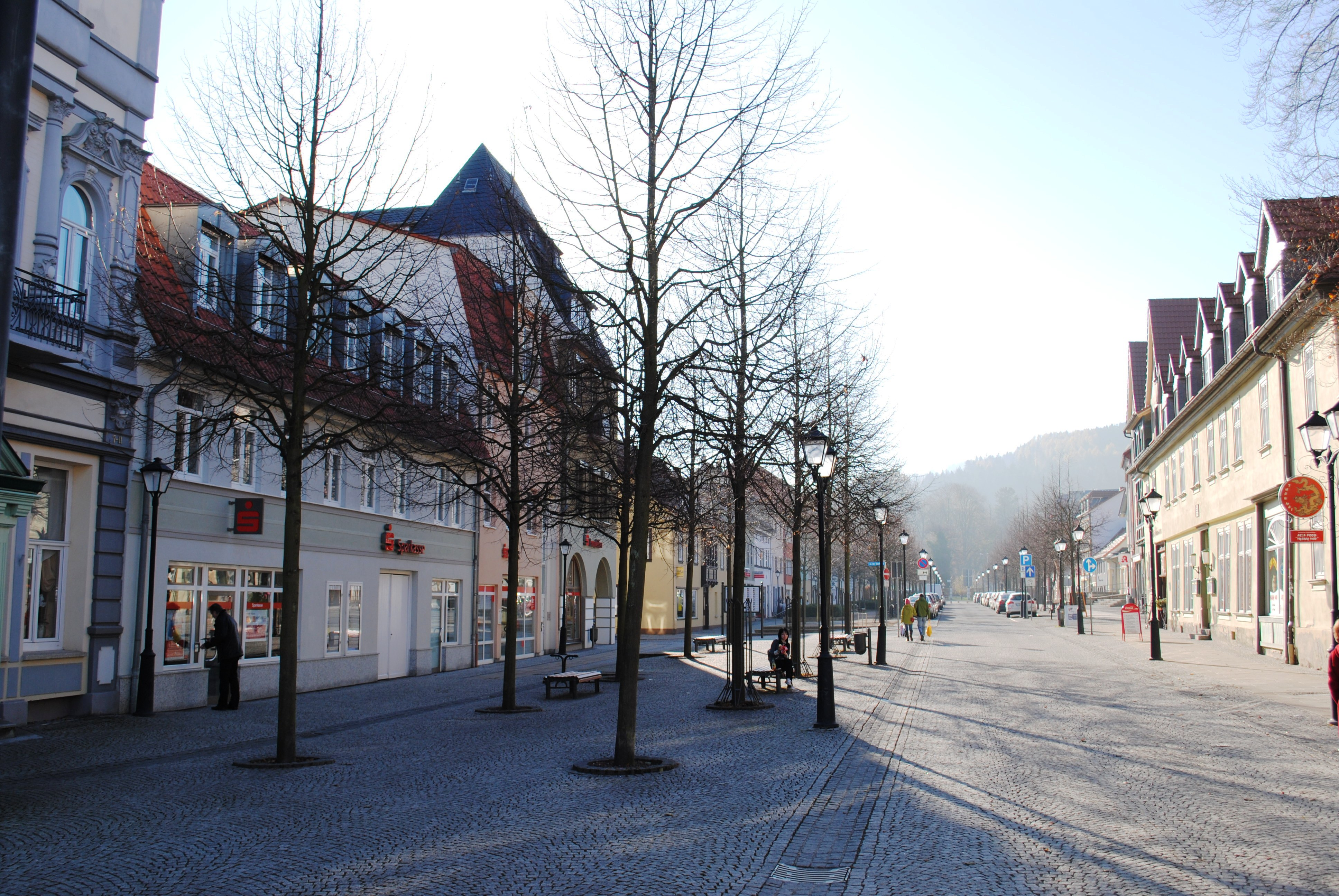
Lindenstraße (Calle de los tilos), boulevard de Ilmenau's
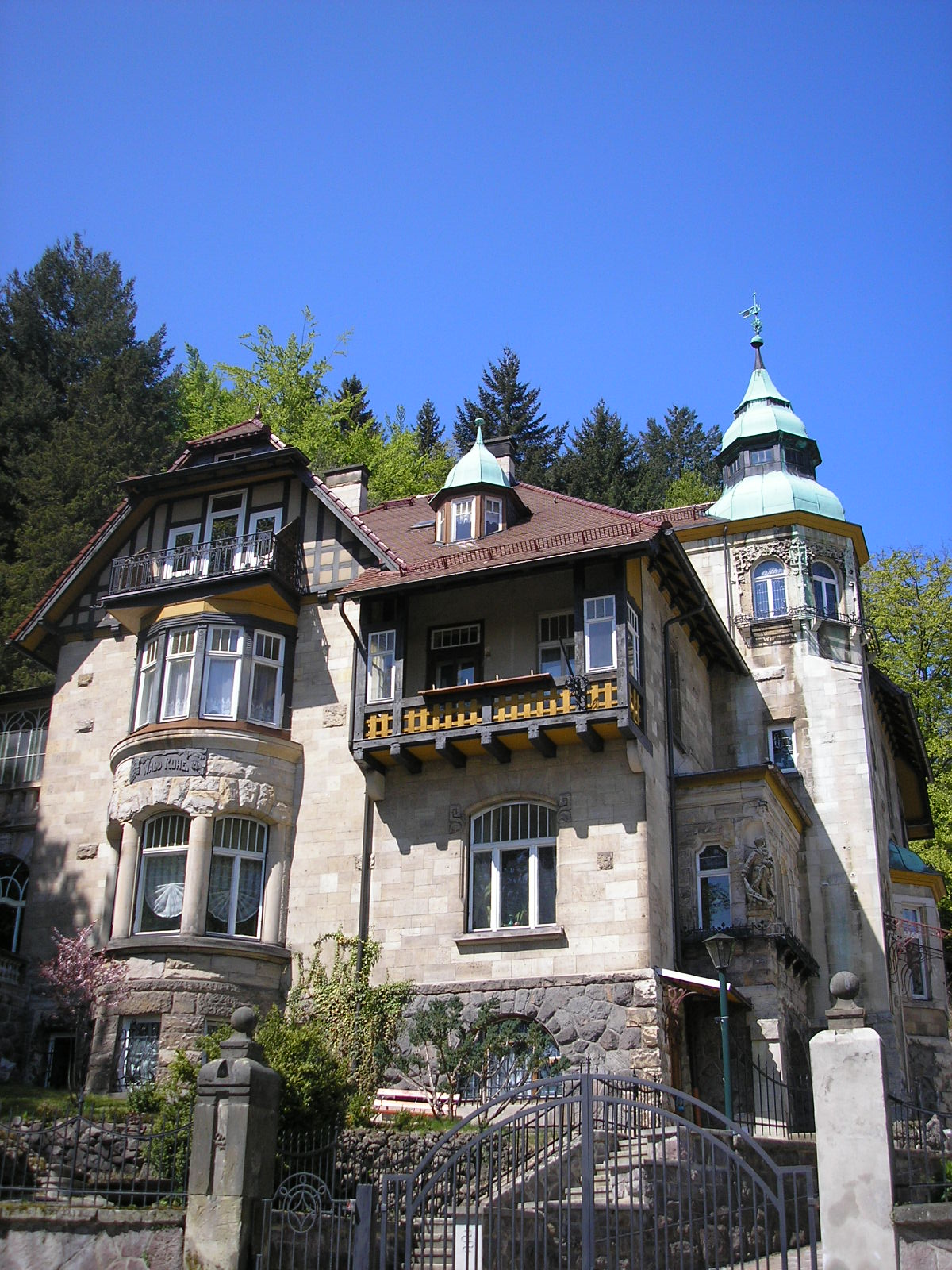
Historistic mansion at Waldstraße
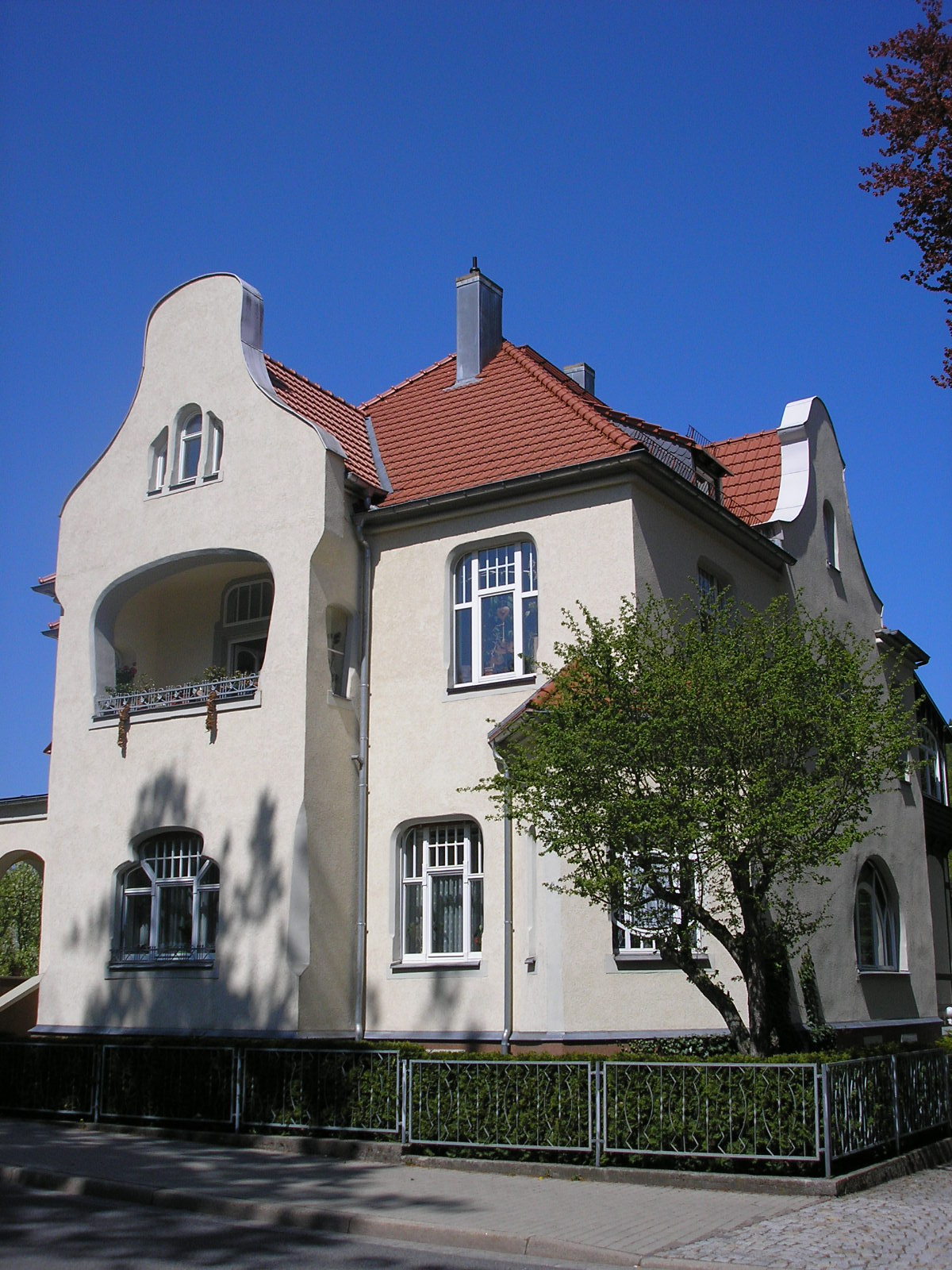
Art Nouveau mansion at Waldstraße
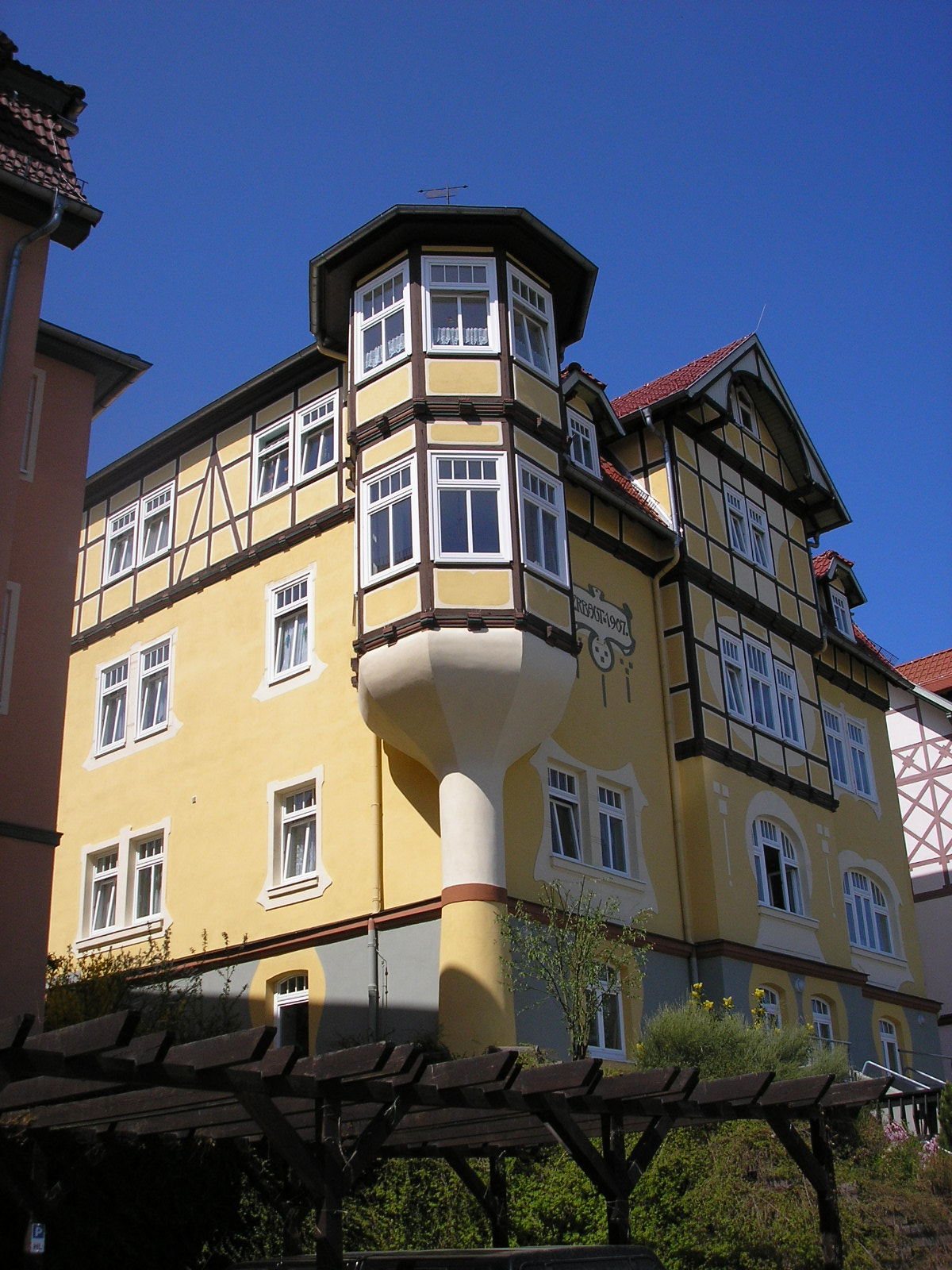
Mansion at Sturmheide
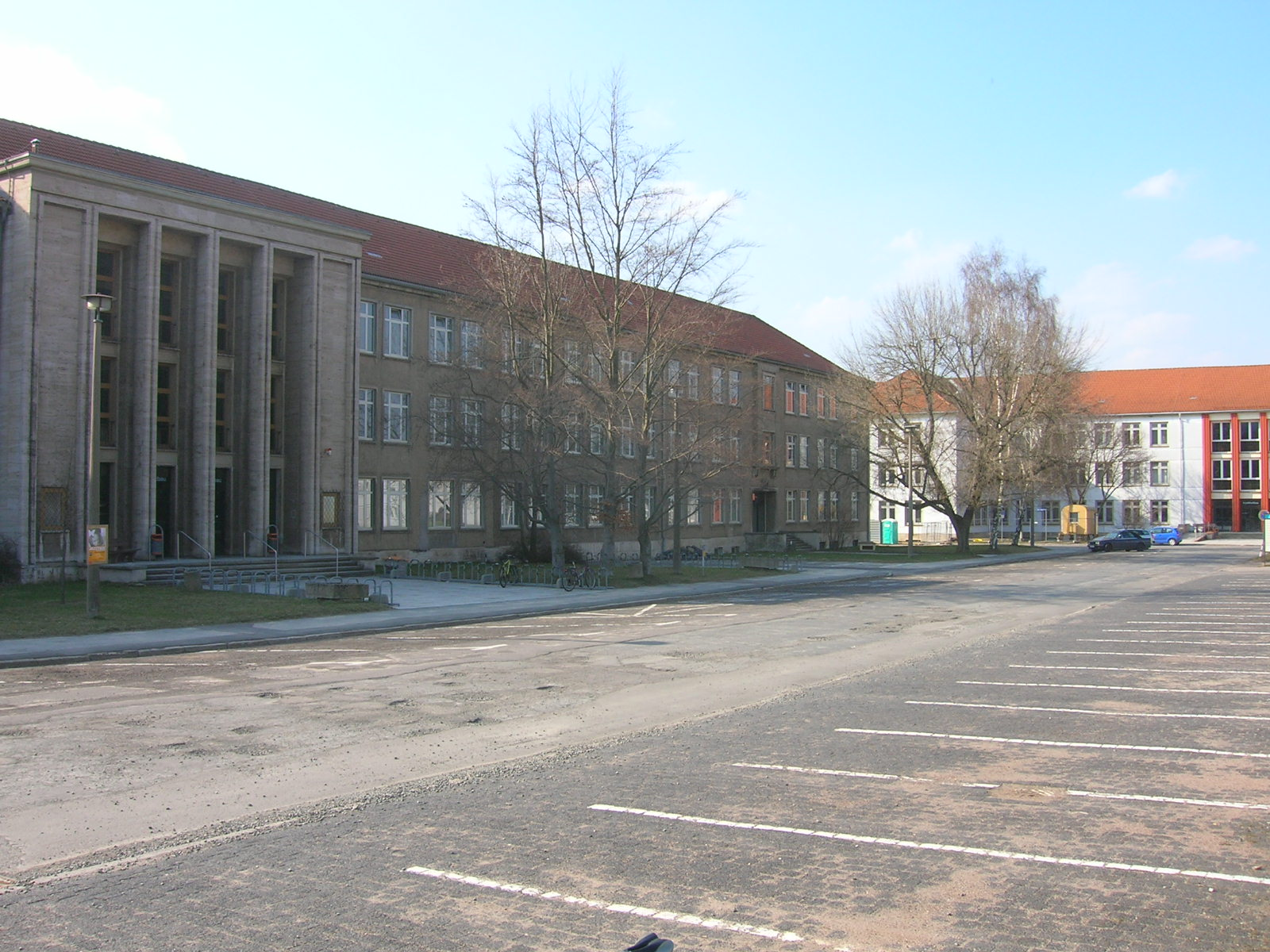
Estilo Neo-clasicista del Helmholtzbau en el campus Ehrenberg de la Universidad Tecnológica de Ilmenau

## Ciudades hermanadas
- Târgu Mureș (Rumania)
- Wetzlar (Alemania)